# Schweizer Leichtathletik-Hallenmeisterschaften 2010
Die Schweizer Leichtathletik-Hallenmeisterschaften 2010 (auch: SM Halle Aktive) (französisch Championnats suisses d´athlétisme en salle 2010) fanden am 20. und 21. Februar 2010 in der Sporthalle End der Welt in Magglingen statt.

## Frauen

### 60 m
| Platz | Athletin          | Zeit (s) |
| ----- | ----------------- | -------- |
| 1     | Ellen Sprunger    | 7,46     |
| 2     | Mujinga Kambundji | 7,52     |
| 3     | Irene Pusterla    | 7,54 SB  |

### 200 m
| Platz | Athletin          | Zeit (s) |
| ----- | ----------------- | -------- |
| 1     | Ellen Sprunger    | 24,17 PB |
| 2     | Mujinga Kambundji | 24,46 SB |
| 3     | Marisa Lavanchy   | 25,02 PB |

### 400 m
| Platz | Athletin            | Zeit (s)       |
| ----- | ------------------- | -------------- |
| 1     | Martina Naef        | 54,83 (1. SM*) |
| 2     | Pamela Märzendorfer | 55,99          |
| 3     | Karen Lister        | 56,40 (2. SM*) |
| 4     | Delphine Balliger   | 57,60 (3. SM*) |

### 800 m
| Platz | Athletin              | Zeit (min) |
| ----- | --------------------- | ---------- |
| 1     | Monika Augustin-Vogel | 2:06,22    |
| 2     | Karin Colombini       | 2:09,87 SB |
| 3     | Alexandra Bieri       | 2:14,92 PB |

### 3000 m
| Platz | Athletin        | Zeit (min) |
| ----- | --------------- | ---------- |
| 1     | Tamara Winkler  | 9:38,61    |
| 2     | Valérie Lehmann | 9:41,60    |
| 3     | Sabine Fischer  | 9:50,40    |

### 60 m Hürden (84,0)
| Platz | Athletin          | Zeit (s)   |
| ----- | ----------------- | ---------- |
| 1     | Lisa Urech        | 8,00 U23-R |
| 2     | Clélia Rard-Reuse | 8,30       |
| 3     | Claudine Müller   | 8,36 PB    |

### Hochsprung
| Platz | Athletin          | Höhe (m) |
| ----- | ----------------- | -------- |
| 1     | Beatrice Lundmark | 1,82 PB  |
| 2     | Lara Kronauer     | 1,80 SB  |
| 3     | Elisabeth Graf    | 1,74     |
| 3     | Nathalie Lauber   | 1,74 PB  |
| 3     | Sarah Walter      | 1,74     |

### Stabhochsprung
| Platz | Athletin         | Höhe (m)   |
| ----- | ---------------- | ---------- |
| 1     | Nicole Büchler   | 4,47 PB SR |
| 2     | Arlette Brülhart | 3,90 SB    |
| 3     | Julia Anderegg   | 3,80       |

### Weitsprung
| Platz | Athletin          | Weite (m) |
| ----- | ----------------- | --------- |
| 1     | Irene Pusterla    | 6,52 PB   |
| 2     | Clélia Rard-Reuse | 6,35      |
| 3     | Stéphanie Vaucher | 6,22 PB   |

### Dreisprung
| Platz | Athletin              | Weite (m) |
| ----- | --------------------- | --------- |
| 1     | Stéphanie Vaucher     | 12,88     |
| 2     | Irene Pusterla        | 12,77 PB  |
| 3     | Alexandra Leuenberger | 12,65 PB  |

### Kugel (4,00 kg)
| Platz | Athletin     | Weite (m) |
| ----- | ------------ | --------- |
| 1     | Ana Zogovic  | 14,57 PB  |
| 2     | Jasmin Lukas | 13,71 PB  |
| 3     | Regula Ryf   | 13,58 SB  |

## Männer

### 60 m
| Platz | Athlet              | Zeit (s) |
| ----- | ------------------- | -------- |
| 1     | Pascal Mancini      | 6,67     |
| 2     | Rolf Malcolm Fongué | 6,68 PB  |
| 3     | Andreas Baumann     | 6,76 SB  |

### 200 m
| Platz | Athlet            | Zeit (s) |
| ----- | ----------------- | -------- |
| 1     | Aron Beyene       | 21,45 PB |
| 2     | Marc Schneeberger | 21,69    |
| 3     | Pascal Müller     | 21,76 PB |

### 400 m
| Platz | Athlet             | Zeit (s) |
| ----- | ------------------ | -------- |
| 1     | Daniele Angelella  | 49,05    |
| 2     | Andreas Aschwanden | 49,08 PB |
| 3     | Hugo Santacruz     | 49,86    |

### 800 m
| Platz | Athlet          | Zeit (min) |
| ----- | --------------- | ---------- |
| 1     | Mario Bächtiger | 1:53,76    |
| 2     | Roland Christen | 1:54,09 PB |
| 3     | Nicolas Repond  | 1:54,10    |

### 1500 m
| Platz | Athlet              | Zeit (min) |
| ----- | ------------------- | ---------- |
| 1     | Mirco Zwahlen       | 3:51,98 PB |
| 2     | Fabien Visinand     | 3:54,89 PB |
| 3     | Michael Geissbühler | 3:57,56    |

### 3000 m
| Platz | Athlet           | Zeit (min) |
| ----- | ---------------- | ---------- |
| 1     | Philipp Bandi    | 8:15,07    |
| 2     | Christoph Ryffel | 8:20,84 PB |
| 3     | Jérôme Schaffner | 8:25,07 SB |

### 60 m Hürden (106,7)
| Platz | Athlet        | Zeit (s) |
| ----- | ------------- | -------- |
| 1     | Michael Page  | 8,06     |
| 2     | Karim Manaoui | 8,08 PB  |
| 3     | Tobias Furer  | 8,18     |

### Hochsprung
| Platz | Athlet         | Höhe (m) |
| ----- | -------------- | -------- |
| 1     | Michael Isler  | 2,18 SB  |
| 1     | Sven Tarnowski | 2,12 PB  |
| 3     | Raphaël Hoesli | 2,06     |

### Stabhochsprung
| Platz | Athlet           | Höhe (m) |
| ----- | ---------------- | -------- |
| 1     | Olivier Frey     | 5,20     |
| 2     | Patrick Schütz   | 5,10     |
| 3     | Marquis Richards | 4,90     |

### Weitsprung
| Platz | Athlet            | Weite (m) |
| ----- | ----------------- | --------- |
| 1     | Julien Fivaz      | 7,89 SB   |
| 2     | Yves Zellweger    | 7,68 PB   |
| 3     | Alexander Hochuli | 7,43 PB   |

### Dreisprung
| Platz | Athlet                   | Weite (m)         |
| ----- | ------------------------ | ----------------- |
| 1     | Alexandre Hochuli        | 16,18 PB (1. SM*) |
| 2     | Alexander Martinez Aimes | 15,97 (2. SM*)    |
| 3     | Andreas Lechner          | 14,37             |
| 4     | Raphael Stucki           | 13,63 SB (3. SM*) |

### Kugel (7,26 kg)
| Platz | Athlet         | Weite (m) |
| ----- | -------------- | --------- |
| 1     | Michel Edzimbi | 16,00 PB  |
| 2     | Urs Hasler     | 15,43     |
| 3     | Yvan Chapuis   | 15,30 PB  |